# Kurt-Jürgen von Lützow
Kurt-Jürgen von Lützow (Marienwerder, 7 agosto 1892 – Hannover, 20 luglio 1961) è stato un generale tedesco della Wehrmacht durante la seconda guerra mondiale.

## Biografia
Suo bisnonno era il barone Leopold von Lützow (1786-1844), generale prussiano, fratello di Ludwig Adolf Wilhelm von Lützow. Kurt Lützow entrò nell'esercito imperiale prussiano il 20 gennaio 1914 come cadetto dell'8º reggimento granatieri. Con lo scoppio della prima guerra mondiale, venne schierato dal 4 novembre 1914 come aiutante del 1º battaglione e contemporaneamente fu vice ufficiale ordinario per il personale della 9ª brigata di fanteria. Von Lützow ricevette il comando della 6ª compagnia del suo reggimento il 3 maggio 1915 e venne quindi nominato aiutante del comandante del reggimento il 25 agosto 1915. Il 18 maggio 1917, venne trasferito alla 10ª brigata come aiutante. Il 18 agosto 1917 fu promosso primo tenente. Come tale, il 26 febbraio 1918 fu trasferito nello staff del capo dello stato maggiore dell'esercito.
Dopo la fine della guerra, von Lützow venne trasferito al Reichswehr ed inizialmente venne impiegato come ufficiale ausiliario nel Wehrkreiskommando III; dal 1º ottobre 1920 passò allo staff della 3ª divisione di fanteria. Il 1º novembre 1921 giunse al 14º reggimento di cavalleggeri e undici mesi dopo venne trasferito a seguito del 6º reggimento di fanteria di stanza a Lubecca, reggimento col quale rimase sino al 30 settembre 1934. Dal 1º giugno 1924 venne posto inoltre a capo della 15ª compagnia a Lauenburg e dal 1º febbraio 1929 ebbe la medesima funzione nella decima compagnia a Flensburgo, passando infine dal 1º aprile 1932 nello staff del 2º battaglione a Lubecca. Nel frattempo, von Lützow venne promosso capitano dal 1º aprile 1925 e poi maggiore il 1º maggio 1934. Con tale grado ricevette il comando del 3º battaglione del suo reggimento di fanteria a Potsdam. Un anno dopo venne trasferito nel 67º reggimento di fanteria, da poco costituito, ove ebbe il comando del 3º battaglione. Come tenente colonnello (dal 1 ° ottobre 1936), ottenne il comando del II Corpo d'armata il 1º aprile 1937 e venne impiegato come primo aiutante del feldmaresciallo August von Mackensen.
Il 1º giugno 1939 venne promosso colonnello ed il 26 agosto 1939 e nominato comandante dell'89º reggimento di fanteria. All'inizio della seconda guerra mondiale, von Lützow comandò il proprio reggimento nella campagna di conquista della Polonia e poi nel 1940 venne trasferito sul fronte occidentale ed infine impiegato nel 1941 contro l'Unione Sovietica. Il 17 dicembre 1941, von Lützow venne promosso maggiore generale ed ottenne in consegna il proprio reggimento l'8 febbraio 1942. Durante questo periodo, Kurt-Jürgen von Lützow venne coinvolto in una serie di crimini di guerra perpetrati dai suoi subordinati. Venne quindi aggiunto nella Führerreserve sino al 1º marzo del 1942 quando divenne comandante della 12ª divisione di fanteria, venendo promosso al rango di tenente generale il 1º gennaio 1943. Dopo l'inizio dell'offensiva sovietica con l'operazione Bagration, von Lützow il 25 giugno 1944, alla guida della XXXV. armata, venne coi suoi uomini quasi completamente spazzato via nella battaglia di Bobruisk del 29 giugno 1944. Il 5 luglio 1944 si trovava impiegato sulla riva est del fiume Beresin quando venne fatto prigioniero dai russi.
Durante la sua prigionia, dalla quale fu rilasciato il 16 gennaio 1956, lavorò nell'Associazione degli ufficiali tedeschi che costituì il Comitato Nazionale della Germania Libera per spingere i soldati tedeschi a collaborare coi sovietici abbandonando il regime hitleriano. In tale veste, Lützow fu uno dei co-firmatari della chiamata dei 17 generali del 27 luglio 1944 e della chiamata al popolo e alla Wehrmacht dell'8 dicembre 1944.